# دراغان جوكانوفتش
دراغان جوكانوفتش
من مواليد سراييفو بتاريخ 20 أبريل 1958 م، سياسي من البوسنة و الهرسك.رئيس الحزب الديمقراطي، الحزب الديمقراطي الفيدرالي.
طبيب متخصص في طب الاطفال.
درس المرحلة الابتدائية والإعدادية والثانوية والطب البشري في سرايفو.
يعمل في مستشفى طب الأطفال في المستشفى الجامعي في سرايفو 

## وصلات خارجية
- dragandjokanovic.com دراغان جوكانوفتش
- derStandard.at